# HR 511
HR 511 (Gliese 75) — звезда в 32 световых годах от Земли в созвездии Кассиопеи.
HR 511 — жёлтый карлик главной последовательности спектрального класса K0V. Звезда имеет практически тот же возраст, что и Солнце, практически такую же металличность и в целом весьма похожа на Солнце. Однако, в её спектре присутствуют не совсем обычные линии излучения Ca II, и она излучает в рентгеновском диапазоне несколько больше, чем Солнце.

## Ближайшее окружение звезды
Следующие звёздные системы находятся на расстоянии в пределах 10 световых лет от HR 511:
| Звезда         | Спектральный класс | Расстояние, св. лет |
| G 244-47       | M4 V               | 0,7                 |
| Вольф 46       | K5 V / ?           | 3,1                 |
| Вольф 47       | M2 Ve / M7 Ve      | 3,8                 |
| AC+60 3496     | M2,5 Ve            | 4,6                 |
| V547 Кассиопеи | M2,5 V / ?         | 4,9                 |
| AC+56 13511    | M3 Ve              | 5,5                 |
| LP 30-55       | M V                | 5,8                 |
| G 174-14       | DC9 /VII           | 7,1                 |
| Росс 15        | M4 Ve              | 7,5                 |
| AC+71 532      | M3,5 Ve            | 7,5                 |
| BD+74 1047     | K3 V / ? / M2 V    | 9,3                 |
| μ Кассиопеи    | G5 VIp / M V-VI    | 9,3                 |